# Archidiocèse d'Arusha
L’archidiocèse d'Arusha (en latin :  Archidioecesis Arushaënsis) est un archidiocèse de l’Église catholique de Tanzanie (en) dirigée par Monseigneur Isaac Amani Massawe.

## Histoire
Le diocèse d’Arusha est fondé en Tanzanie le 1er mars 1963 par la bulle pontificale Christi mandata du pape Jean XXIII. Autrefois, elle était suffragant à l’archidiocèse de Dar es Salam. Le 16 mars 1999, l’évêché est élevé au rang d’archidocèse.
| Année | Population | Population | Population | Prêtres    | Religieux   | Paroisses |
| Année | Baptisée   | Totale     | %          | Prêtres    | Religieux   | Paroisses |
| ----- | ---------- | ---------- | ---------- | ---------- | ----------- | --------- |
| 1969  | 12 350     | 312 335    | 4          | 20         | 27          | 10        |
| 1980  | 36 000     | 524 000    | 6,9        | 34 (+70%)  | 51 (+90%)   | 14 (+40%) |
| 1988  | 68 551     | 735 195    | 9,3        | 56 (+65%)  | 162 (+218%) | 27 (+93%) |
| 1999  | 89 250     | 855 554    | 10,4       | 85 (+56%)  | 317 (+96%)  | 26 (-4%)  |
| 2006  | 193 446    | 1 705 687  | 11,3       | 86 (+1%)   | 278 (-12%)  | 30 (+15%) |
| 2012  | 496 953    | 2 296 774  | 21,6       | 127 (+47%) | 511 (+83%)  | 43 (+43%) |
| 2018  | 555 220    | 2 781 240  | 20         | 127 (+8%)  | 501 (-2%)   | 54 (+26%) |
| 2022  | 624 480    | 3 128 870  | 20         | 124 (-2%)  | 266 (-47%)  | 55 (+2%)  |

### Historique des dirigeants

#### Évêques
- Dennis Vincent Durning (1963-1989)
- Fortunatus Musyeto Lukanima (en) (1989-1998)
- Josaphat Louis Lebulu (en) (1998-1999)

#### Archevêques
- Josaphat Louis Lebulu (en) (1999-2017)
- Isaac Amani Massawe (2017-en cours)

## Organisation
L’archidiocèse regroupe la région d'Arusha et de Manyara ainsi que les districts de Kiteto (en) et Simanjiro (en). Il s’étend sur plus de 65 000 kilomètres carrés et est divisé en 54 paroisses en 2022. Le siège se situe à Arusha, dans la cathédrale sainte-Thérèse.